# Alando Tucker
Alando Forest Tucker (Lockport, 11 febbraio 1984) è un ex cestista statunitense, professionista nella NBA e in D-League.

## Carriera
È stato selezionato dai Phoenix Suns al primo giro del Draft NBA 2007 (29ª scelta assoluta).

## Palmarès
- NCAA AP All-America First Team (2007)
- Miglior marcatore NBDL (2008)
- Campionato slovacco: 1

Inter Bratislava: 2012-13